# Ryukichi Terao
Ryukichi Terao (寺尾 隆吉) (Nagoya, Japón, 1971) es un hispanista y traductor japonés.

## Biografía
Es Doctor en Estudios Latinoamericanos por la Universidad de Tokio. Profesor e investigador en la Universidad de Waseda. Ha traducido al japonés la obra de numerosos clásicos latinoamericanos, como Rómulo Gallegos, Mario Vargas Llosa o Julio Cortázar.
Asimismo, ha traducido la obra de varios escritores japoneses al español. En este sentido, destaca su colaboración con los escritores japonólogos venezolanos Ednodio Quintero y Gregory Zambrano, junto a quienes ha traducido la obra de autores como Kōbō Abe, Junichiro Tanizaki, Kenzaburō Ōe y Ryunosuke Akutagawa.

## Obras

### Ensayo
- Literaturas al margen (2003)
- La novelística de la violencia en América Latina (2005)
- El realismo mágico: la novela latinoamericana del siglo XX (2012, en japonés)

### Traducciones del japonés al español
- Kōbō Abe:
  - Idéntico al ser humano (2010, con Gregory Zambrano)
  - Los cuentos siniestros (2011, con Gregory Zambrano)
  - El hombre caja (2012, con Gregory Zambrano)
  - Historia de las pulgas que viajaron a la luna (y otros cuentos de ficción científica) (2013, con Gregory Zambrano)[1]
  - Encuentros secretos  (2014, con Gregory Zambrano)
- Kenzaburō Ōe: 
  - ¡Adiós, libros mios! (2012);[1]
  - Muerte por agua (2014, con Ednodio Quintero);
  - La bella Annabel Lee (2016, con Ednodio Quintero)
- Junichiro Tanizaki:
  - Historia de la mujer convertida en mono: siete cuentos japoneses (2007, con Ednodio Quintero)[1]
  - La gata, Shozo y sus dos mujeres (2011, con Ednodio Quintero)[1]
- Ryunosuke Akutagawa: El mago: trece cuentos japoneses (2012, con Ednodio Quintero)[1]

### Traducciones del español al japonés
- Horacio Castellanos Moya: Desmoronamiento (2009)
- Ernesto Sabato: El escritor y sus fantasmas (2009)
- Juan Gelman: Valer la pena (2009)
- Juan Carlos Onetti: Juntacadáveres (2011)
- Sergio Ramírez: Sombras nada más (2013)
- Juan José Saer: El entenado (2013)
- Guillermo Cabrera Infante: Tres tristes tigres[2] (2014)
- Julio Cortázar: La otra orilla (2014); Octaedro (2014)
- José Donoso: Casa de campo (2014); La misteriosa desaparición de la marquesita de Loria (2015)
- Carlos Fuentes: La región más transparente (2012); La frontera de cristal (2015)
- Gonzalo Rojas: Antología poética (2015, selección y prólogo de Gregory Zambrano)
- Rómulo Gallegos: Doña Bárbara (2017)
- Mario Levrero: El lugar (2017)
- Mario Vargas Llosa: La verdad de las mentiras (2010); El pez en el agua (2016); Historia de Mayta (2018); García Márquez: historia de un deicidio (2019)